# Valtimojärvi (sjö i Finland)
Valtimojärvi är en sjö i Finland. Den ligger vd Valtimo i landskapet Norra Karelen, i den centrala delen av landet, 400 km nordost om huvudstaden Helsingfors. Valtimojärvi ligger 107,2 meter över havet. Den är 16,5 meter djup. Arean är 4,01 kvadratkilometer och strandlinjen är 21,16 kilometer lång. Sjön  ingår i Vuoksens huvudavrinningsområde.   Den ligger vid sjön Haapajärvi.